# 贝加德尔科多尔诺
贝加德尔科多尔诺，是西班牙卡斯蒂利亚-拉曼恰昆卡省的一个市镇。总面积23平方公里，总人口240人（2001年），人口密度10人/平方公里。